# Заквітчаний сон (новела)
«Заквітчаний сон» — новела українського письменника Григорія Косинки. Етюд написано в 1923 році, в якому автор у нарисовій формі майстерно відтворив враження зі свого життя. Вийшла окремою книжечкою з посвятою першій народній артистці УРСР - Марії Заньковецькій.

## Історія написання
Твір було вперше надруковано у кооперативному літературно-мистецькому та економічно-науковому журналі «Нова громада» (1923, № 1-2). В новелі змальовуються трагічні події Української революції 1917–1921. Подавалася з присвятою Марії Заньковецькій, пов’язаною зі святкуванням 40-річчя сценічної діяльності актриси і є виявом поваги до її таланту. Віддруковано було 1000 примірників.

## Стилістичні особливості
Уже в ранніх творах Косинки дослідники відокремили головну особливість - його тяглоість до імпресіонізму. Характерним для імпресіоністичної поетики Григорія Косинки є використання алогічних, фрагментарних,  обірваних, майже не пов’язаних між собою реплік дійових осіб.

### Репліки - імпресіонізму
Кожна Косинчина репліка у згорненому, сконденсованому вигляді містить у собі мікросюжет чи асоціативний образ, який в уяві читача здатен розгорнутися в історію окремого життя, події чи характеру. Досить часто репліка стає зв’язкою між зоровими і слуховими образами одного асоціативного ряду. 
|  | – Уже немає, Оленко, Андрія… |

Лаконічність і уривчастість імпресіоністичної манери письма проявляється у репліках-портретах і репліках-пейзажах. 
|  | А тепер: – Дід молиться прадідівською молитвою в саду, до зір, не повертає голови до попелища церкви, де співали кулемети, ні, перед ним – стара яблуня, одноліток діда, розгорнулася, розп’яла на землі гілля, і кожна гілляка хитає ніжно в унісон дідової молитви; ах, як це нехороше – довго-довго після дідової молитви гонить на призьбі рябий пес блохи, а на клені шелестить гусінь… Фе, гидотна!.. |

## Критика
Критика 20-х років часто докоряла Григорію Косинці за вузькість тематики, за постійний інтерес до однієї, селянської, теми. Вже через призму років стало зрозумілим, що це не говорить про якусь «обмеженість» новеліста, а навпаки підкреслює його особливу творчу рису. Адже письменник вийшов з села, сам з дитячих літ спізнав «наймитську долю гірку», добре знав тогочасне село з його класовою боротьбою, побутом, звичаями, мовою його представників. Справді, ранні твори письменника мали переважно ескізний характер. У них ще не знайдемо глибокого синтезу соціальних явищ і подій. В основі значної частини їх лежить окремий епізод чи враження персонажа.
На особливості ранніх творів Григорія Косинки ще в 1924 році вказував Максим Рильський, зазначивши, зокрема, що художня манера письменника «стрімка, похаплива, бадьора і до певної міри фотографічно-імпресіоністична». Для окремих з них характерний лірико-імпресіоністичний стиль, або, як називає його В. Фащенко, «штрихова стилістика». Така манера письма й визначила побудову ранніх творів. Композиція їх «фрагментарна, асоціативна. Сюжетний рух має пульсуючий, стрибкоподібний характер, що відповідає блискавичній зміні настроїв оповідача або персонажа». В окремих творах важко визначити зав'язку, розвиток дії, навіть кульмінацію — ті необхідні компоненти традиційного оповідання, які характерні для пізніших новел. Деякі з цих компонентів, власне, і відсутні, їх функції часто виконує глибокий підтекст, що дає можливість читачеві з’єднати хаотично розпорошені епізоди й ситуації, які автор змальовує кількома мазками, та самому домислити дію. Тому велике смислове навантаження в косинчиній новелі несуть економна фраза, короткі, уривчаті, емоційно забарвлені діалоги.

## Бібліографічний опис

### Перше видання
- Косинка, Гр. Заквітчаний сон [Електронна копія] : [оповідання] / Гр. Косинка. — Електрон. текст. дані (1 файл : 6,48 Мб). — Київ : Спілка, 1923 (Харків: ХДНБ ім. В. Г. Короленка, 2018). —(Бібліотека ”Спілки”. Серія красного письменства; № 12).

Оригінал друкованого документу зберігається в ХДНБ ім. В. Г. Короленка: Косинка Гр. Заквітчаний сон : [оповідання] / Гр. Косинка. — Київ : Спілка, 1923 – 12 с. – (Бібліотека ”Спілки”. Серія красного письменства ; № 12)1. Тираж 1000 пр.

### Публікації
- 1923 року в видавництві «Спілка» — невеличка книжечка (12 сторінок).

Надалі вже новела публікувалася в авторських збірках.
- Косинка Г. В житах : оповідання / Г. Косинка. — Харків : Держ. вид-во України, 1926. — 188, [4] с. — (Бібліотека українських письменників).;

- Косинка Г. Вибрані оповідання / Г. Косинка. — Вид. 2-ге. — Київ ; Харків : Держ. вид-во України, 1929,—-228 с.;

Потім тривалий час творчість Косинки замовчувалася, лише з середини ХХ століття він повернувся до читача, а за ним і новела «На бураки».
- Косинка Г.  Твори / Г. Косинка. — Київ : Молодь, 1972. — 222 с., [4] арк іл. — (Шкільна бібліотека). Вибрані твори. — Харків : Ранок, 2009. — 334, [1] с. — (Серія "Українські класики" : у 12 т.; т. 5);

- Косинка Г. Гармонія : новели / Г. Косинка. — Киш : Дніпро, 1981. — 222 с.;

- Косинка Г. Гармонія : оповідання, публіцистика, спогади про Григорія Косинку / Г. Косинка. — Київ : Дніпро, 1988. — 604, [1] с., [13] арк іл.;

- Косинка Г. Заквітчаний сон : оповідання, спогади про Г. Косинку / Г. Косинка. — Київ : Веселка, 1990. — 285, [2] с. [4] арк іл., портр.;

- Косинка Г. Вибрані твори / Г. Косинка. — Київ : ЛДЛ, 2002. — 190, [1] с.: портр.;

- Косинка Г. В житах : [оповідання] / Г. Косинка. — Київ : Школа, 2007. — 300, [2] с. — (Бібліотека шкільної класики).;

- Косинка Г. Вечірні тіні: оповідання / Г. Косинка. — Харків : Важпромавтоматика, 2007. — 320 с.: портр. — (Серія "Грамота").

## Цікаві факти
- Етюд-оповідання «Заквітчаний сон» був виданий окремою книжечкою, що не притаманно авторові, який схилявся до видання збірок своїх новел.
- «Заквітчаний сон» - назва уже збірки новел Григорія Косинки, виданої опісля його смерті, надійшла до читачів в 1991 році[5].